# Mário Martins de Almeida
Mário Martins de Almeida (São Manuel, 8 de fevereiro de 1907 — São Paulo, 23 de maio de 1932) foi um dos quatro manifestantes paulistas mortos na manifestação ocorrida em 23 de maio de 1932 na frente da sede do Partido Popular Paulista.

## Biografia
Mário Martins de Almeida nasceu em São Manuel, Estado de São Paulo, no dia 8 de fevereiro de 1907, filho do Cel. Juliano Martins de Almeida e de Francisca Alves de Almeida, tendo como irmãos João Batista Martins de Almeida, Juliano Martins de Almeida Filho, Galeano Martins de Almeida, Alice Martins de Almeida Pannain, Guiomar Martins de Almeida Sampaio e Vera Martins de Almeida Amaral. Na época, os Martins de Almeida eram tradicionais e conhecidos cafeicultores em São Paulo, também era sobrinho de Paulo Martins de Almeida, o Visconde de Almeida.

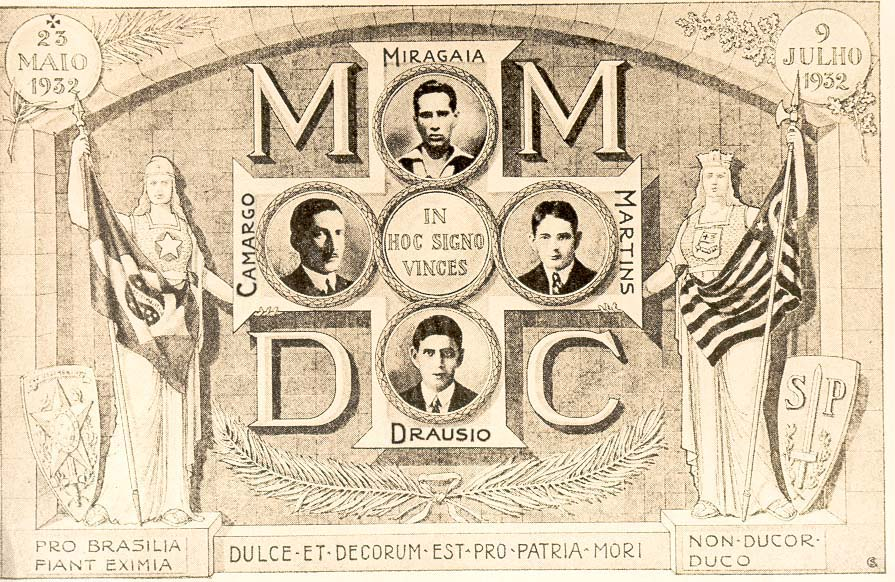
Cartão-postal em homenagem ao MMDC

No dia 23 de maio de 1932, participou da manifestação ocorrida na frente do prédio do Partido Popular Paulista, na rua Barão Itapetininga, Praça da República, em São Paulo. Esta organização (anteriormente denominada de "Legião Revolucionária") era encabeçada por Miguel Costa e congregava militares, políticos e ex-integrantes da Coluna Prestes, servindo como suporte político-militar para os interesses da ditadura de Getúlio Vargas então vigente. Naquela ocasião foi, junto com outros estudantes, alvejado a tiros pela fuzilaria dos soldados da organização que estavam posicionados nas janelas daquele prédio, vindo a óbito no mesmo local. Foi sepultado no Cemitério da Consolação.
Ele tinha sido estudante do Mackenzie, concluído os seus estudos sob a direção do professor Alberto Kullman. Na época, era fazendeiro em Sertãozinho estando em São Paulo naquele fatídico 23 de maio de 1932 apenas de passagem para visitar os seus pais.
Em 1955, com o Decreto de n.º 24 712, do Governo do Estado de São Paulo, os seus restos mortais foram trasladados para o Monumento Mausoléu ao Soldado Constitucionalista de 1932.
Em 2011, com a lei federal nº 12 430, o nome de Euclides Bueno Miragaia, de Dráusio Marcondes de Souza e de Antônio Américo Camargo de Andrade foram inscritos no Livro dos Heróis da Pátria, que está localizado no Panteão da Pátria e da Liberdade Tancredo Neves, em Brasília. O episódio ocorrido naquela manifestação, que resultou na morte dessas quatro pessoas, foi uma das razões que motivaram a Revolução Constitucionalista de 1932.
Eles se tornaram assim mártires e símbolos daquele movimento, denominados pela sigla M.M.D.C., respectivamente: Martins, Miragaia, Dráusio e Camargo, que por sua vez também era a denominação da organização clandestina que veio a conspirar contra o governo provisório de Vargas, contribuindo na articulação e coordenação daquela Revolução.
Em 2004, foi acrescido ao MMDC a letra "A", em homenagem a Orlando de Oliveira Alvarenga que, também ferido naquele episódio, veio a falecer após mais de 2 meses internado.